# Кабелт
Кабелт (от на нидерландски: kabeltouw – буксирен канат) е въже с обиколка от 152 до 330 mm (6 – 13 дюйма, диаметър от 47 до 111 mm), за швартовка (акостиране) и буксиране (кабелтово въже), а също и извънсистемна единица за измерване на разстояния, използваща се в мореплаването. Като единица за измерване кабелтът започва да се използва заради това, че въжето на кораба е с определена, еднаква дължина. В кабелти (кабелтови) обикновено се изразява дистанцията между кораби при съвместно плаване на флота, положението му в строй (диспозиция, подреждане), разстоянието от кораба до брега и т.н.
Има няколко вида кабелт:
- Международен кабелт = 1/10 морската миля = 6 ъглови секунди от меридиана = 185,2 метра.[1]
- Артилерийски кабелт = 100 морски сажена = 600 фута = 182,88 метра.[1]
- Кабелт Великобритания (адмиралски) = 1/10 адмиралската миля = 608 фута = 185,3184 метра.[2]
- Стар кабелт САЩ = 120 морски сажена = 720 фута = 219,456 метра.[2]